# سیارک ۱۵۳۷۸
سیارک ۱۵۳۷۸ (به انگلیسی: 15378 Artin، نامگذاری:1997PJ2) پانزده هزار و سیصد و هفتاد و هشتمین سیارک کشف شده‌ می‌باشد  که در ۷ اوت ۱۹۹۷ کشف شده‌است.
قدر مطلق سیارک برابر ۱۵٫۹۰ است.